# 영강 (후한)
영강(永康)은 중국 후한(後漢) 환제(桓帝)의 일곱 번째 연호이다. 167년 6월에서 168년 1월까지 8개월 동안 사용하였다.

## 개원
연희(延熹) 10년 6월 8일(167년 7월 12일)에 연호를 영강(永康)으로 개원함.

## 연대대조표
| 영강                | 원년       | 2년        |
| 서력                | 167년      | 168년      |
| 육십간지 (六十干支) | 정미(丁未) | 무신(戊申) |

## 같이 보기
- 다른 왕조의 같은 연호
  - 서진(西晉) 영강(300년 ~ 301년)
  - 후연(後燕) 영강(396년 ~ 398년)
  - 서진(西秦) 영강(412년 ~ 419년)

- 중국의 연호